# نانسي غريفيث
نانسي غريفيث (بالإنجليزية: Nanci Griffith)‏ هي مغنية وعازفة قيثارة وكاتبة غنائية ومغنية مؤلفة أمريكية، ولدت في 6 يوليو 1953 في سيغوين في الولايات المتحدة.

## وصلات خارجية
- الموقع الرسمي
- نانسي غريفيث على موقع IMDb (الإنجليزية)
- نانسي غريفيث على موقع روتن توميتوز (الإنجليزية)
- نانسي غريفيث على موقع ميوزك برينز (الإنجليزية)
- نانسي غريفيث على موقع قاعدة بيانات برودواي على الإنترنت (الإنجليزية)
- نانسي غريفيث على موقع إن إن دي بي (الإنجليزية)
- نانسي غريفيث على موقع أول ميوزيك (الإنجليزية)
- نانسي غريفيث على موقع ديسكوغز (الإنجليزية)
- نانسي غريفيث على موقع قاعدة بيانات الفيلم (الإنجليزية)